# 大池秀雄
大池 秀雄（おおいけ ひでお、1914年 <大正3年> 3月11日 - 1992年 <平成4年> 1月21日）は、日本の経営者。東海証券社長を務めた。愛知県出身。位階は正六位。

## 来歴・人物
1931年に証券業に従事し、1944年に東海商事常務を経て、1945年1月から1947年までに社長を務めた。1963年4月には再び東海証券社長に就任。1983年11月に会長を経て、1989年6月から代表取締役相談役を務めた。
1980年11月に黄綬褒章を受章し、1985年11月には勲四等瑞宝章を受章。
1992年1月21日心不全のために死去。77歳没。死没日付をもって正六位に叙された。